# Karel Janovický
Karel Janovický (vlastním jménem Bohuš František Šimsa, skautskou přezdívkou Joviš) (18. února 1930 Plzeň – 9. ledna 2024) byl český hudební skladatel, klavírista a publicista žijící od roku 1950 v Londýně v Anglii. Byl synem sólisty plzeňské opery Bohuslava Šimsy.

## Život
V Plzni ve 40. letech studoval na obecné škole učitelského ústavu. Studoval zde také klavír a hudební teorii. Po 2. světové válce vstoupil do skautského oddílu, s kterým v roce 1946 tábořil na řece Střele a v letech 1947 a 1948 u Myslívského rybníka na Nepomucku. V roce 1949 se neúspěšně hlásil na HAMU, kam nebyl z politických důvodů přijat.
Z Čech odešel v říjnu 1949 se svou budoucí ženou Sylvou Maiwaldovou (skautskou přezdívkou Švestka) po nástupu totality v únoru 1948. V Anglii pokračoval ve studiích a získal titul na Royal College of Music. Od roku 1962 působil v rádiu BBC, v období 1980–1990 řídil jeho československé oddělení. Pod nickem Jack Allen, uváděl v 70. letech každou neděli padesátiminutový hudební blok pro mládež, kde uváděl novinky jazzové a rockové hudby, případně hrál na přání a pořádal soutěže o ceny (gramofonové desky).
Aktivně se zapojil do činnosti Společnosti Antonína Dvořáka a zasloužil se o uvedení českých vokálních skladeb a oper v původní češtině na londýnských divadelních scénách: Smetanova Prodaná nevěsta, Janáčkova Káťa Kabanová a Její pastorkyňa, Martinů Polní mše a další.
Karel Janovický se věnoval kompozici moderní vážné hudby – komponoval zvláště komorní skladby často pro neobvyklé kombinace hudebních nástrojů. Je rovněž autorem symfonií a sborových skladeb. Věnoval se překladům hudebně-teoretické a hudebně-historické literatury do angličtiny.
Karel Janovický byl od roku 1991 instruktorem skautského lesního kurzu Fons.

## Dílo
- Dech podzimu
- kompozice na básně Františka Hrubína
- Smyčcový kvartet (1992)
- Fantasie pro varhany
- Passages of Flight
- Sonáta pro harfu (2000)
- Klavírní sonáta (2005)
- Sonáta pro fagot a klavír (2005)
- Sonáta pro violu a klavír, Op. 12 (2008)
- Duo pro housle a fagot
- Kvartet pro flétnu, hoboj, kytaru a violoncello
- Čtyři smyčcové kvartety

a další